# Happy Days Are Here Again
Happy Days Are Here Again ist ein amerikanischer Song, der 1929 veröffentlicht wurde. Der Komponist ist Milton Ager, den Text schrieb Jack Yellen. 

## Original
Happy Days Are Here Again war im November 1929 in der Version des Leo-Reisman-Orchesters mit dem Gesang von Lou Levin ein Hitparadenerfolg. Berühmt wurde der Song dadurch, dass ihn Franklin Delano Roosevelt für den Wahlkampf zur Präsidentschaftswahl von 1932 zu seinem Wahlkampfschlager machte. Aufgrund des Optimismus, den das Lied ausstrahlt, gilt es seither als inoffizielle Parteihymne der Demokratischen Partei.

## Rezeption
- Im August 1930 nahmen die Comedian Harmonists ein Arrangement des Stücks unter dem Titel Wochenend und Sonnenschein in einer deutschen Textfassung von Charles Amberg auf.[1]

- Für die Fernsehserie M*A*S*H ließ Johnny Mandel eine japanische Coverversion des Liedes produzieren; der Refrain blieb englisch. Das Lied wird während der ersten Staffel in fast jeder Folge über die Lautsprecher des Camps abgespielt.